# Drenaż mózgów
Drenaż mózgów (ang. brain drain) – zjawisko ekonomiczne „skłaniania specjalistów wysokiej klasy do podejmowania pracy w krajach uprzemysłowionych przez zapewnienie im lepszych warunków ekonomicznych i nowoczesnej organizacji pracy”.
Terminu „drenaż mózgów” zaczęto używać na początku lat 60. dla opisu nasilonej migracji wykształconych mieszkańców krajów rozwijających się do krajów wysokorozwiniętych. W efekcie, inwestycje w edukację, które mają na celu poprawę wydajności, a w następstwie przyspieszenie rozwoju w krajach Trzeciego Świata, okazują się nieskuteczne, bowiem większość wykształconej kadry wyjeżdża do krajów  Pierwszego Świata. Według danych UNESCO, w latach 1960–1975 ok. 27 tys. wykształconych mieszkańców Afryki wyjechało do krajów uprzemysłowionych, w latach 1975–1984 liczba ta wzrosła do 40 tys., a od lat 90. ok. 20 tys. wykwalifikowanych osób rocznie opuszcza kontynent. Ocenia się, że z Karaibów wyjechało 41% ludności z wyższym wykształceniem, z Afryki Zachodniej – 27%, z Afryki Wschodniej – 18,4%, a z Ameryki Środkowej – 16%.
Niekiedy wyrażenia tego używa się również w kontekście krajów wysokorozwiniętych, wskazując np., że na 3,2 miliona Brytyjczyków mieszkających za granicą 1,1 miliona to osoby wysoko wykwalifikowane, a wśród Niemców mieszkających za granicą 84% ukończyło studia wyższe. Jednak przykłady te wskazują raczej na to, że pewne gałęzie gospodarcze funkcjonują na różnych poziomach zaawansowania i zachodzi „równoległy” przepływ wysoko wykwalifikowanych fachowców. Należy więc mówić o wymianie mózgów (brain exchange) lub cyrkulacji mózgów (brain circulation). Tym niemniej, wiele krajów OECD inicjuje specjalne programy, które mają zachęcać specjalistów mieszkających za granicą do powrotu, osiągając efekt pozyskiwania mózgów (brain gain), bowiem powracający pracownicy dysponują bogatszym doświadczeniem i nowymi umiejętnościami, zwykle też uzyskują wyższe wynagrodzenie.
W Polsce termin „drenaż mózgów” upowszechnił się w latach 80. XX w. Oblicza się, że na blisko 700 tysięcy osób, które opuściły Polskę w latach 1981–1988, aż 15% legitymowało się wykształceniem powyżej średniego, podczas gdy dla całej populacji udział osób z wyższym wykształceniem wynosił wtedy 7%. Kolejna fala migracji z Polski nastąpiła po przystąpieniu do Unii Europejskiej. Szacuje się, że w 2012 ok. 2,5 mln Polaków mieszkało w UE-15, jednak brak danych o ich wykształceniu.